# Nino Schibetta
Antonio "Nino" Schibetta es un personaje de ficción de la serie de televisión Oz, interpretado por Tony Musante.

## Historia en Oz
Nino Schibetta es el preso número 95S604, condenado el 12 de diciembre de 1995 por dos cargos por conspiración de asesinato. Su sentencia son 120 años, con posibilidad de libertad condicional en 70.
Nino Schibetta es un Don de la mafia entrado en años, tradicional, seguidor de las reglas, educado, y con poder. Su habilidad para ser el líder de los Italianos en Oz, a la vez que mantiene el bloque sin conflictos y la cocina (tarea asignada por el alcaide a los Italianos) sin ningún tipo de problema es bien vista por Leo Glynn y el resto del personal de la prisión. Por esto precisamente, tiene favores que ningún otro recluso puede tener: una celda para él sólo, comida especial, etc. Sin embargo, a pesar de su paciencia y su rectitud a la hora de manejar todos los asuntos y al resto de prisioneros, es implacable en cuanto a las faltas de respeto y a las traiciones, mandando matar a todo aquel que no siga las reglas.

### Primera temporada
Nino y los Italianos tienen no solamente el control de la cocina, sino el del contrabando; toda mercancía legal o ilegal puede conseguirse por medio de su banda. Los problemas empiezan cuando su sobrino, Dino Ortolani, descubre que el hombre a quien Dino casi mata (y enemigo acérrimo) está a punto de entrar en Oz. Nino le ordena a Dino no hacer nada, en su tónica de seguir con la rutina y seguir manejando todo como hasta entonces. Sin embargo, para el recién llegado Ryan O'Reily, un irlandés sociópata, las cosas son distintas, pues busca la muerte de Ortolani.
Después de que Ortolani le de una paliza brutal al hermano de Jefferson Keane (jefe de los Negros),  por intentar ligar con él, Keane manda matar a Ortolani, y lo hace por medio de Johnny Post, con la ayuda de O'Reily. Nino intenta descubrir qué pasó exactamente, y al ofrecer O'Reily su ayuda para averiguarlo, Nino sabe que éste oculta algo, y le envía al investigador de la prisión, Lenny Burrano. Burrano es otro miembro del personal de la prisión que está bajo las órdenes de los Italianos, y le aconseja vivamente a O'Reily que diga quién ha sido el autor antes de que las investigaciones apunten a O'Reily como cómplice. Así que O'Reily decide vender a Post a los Italianos, sin que Keane lo sepa. En ese momento, Nino recibe la noticia de que su mujer muere de cáncer, y está conmocionado y dolido por su muerte. Sin embargo, se sobrepone a esto y manda matar y castrar a Post.
La rivalidad entre Italianos y Negros hace saltar todas las alarmas, mientras O'Reily sigue jugando a dos bandas. Nino manda dejar el pene de Post en la celda de Keane para recordarle que sabe que Post no actuaba por su cuenta. O'Reily se ofrece para arreglar el problema de Keane, y con la ayuda de sus contactos entre los oficiales, le tiende una trampa en el gimnasio, teniendo como resultado que Keane mate a otro recluso y sea condenado a pena de muerte, y es ejecutado.
Queriendo luchar contra el tráfico de drogas, el jefe de la unidad le pide a Nino que deje de traficar con drogas, a la vez que le ofrece un trato con la DEA. Evidentemente Nino rehúsa y para presionarle, transfieren a todos los presos italianos fuera de Em City. Al no tener matones, Nino se ve obligado a permitir que colaboren en la cocina los Negros, y todos quieren tomar parte en el negocio del contrabando. Nino les da una pista falsa, sólo para revelar que Paul Markstrom, el jefe de los Negros por ese entonces, es un policía secreto de la unidad de narcóticos. Simon Adebisi pasa a ser el nuevo jefe de los Negros, y así el nuevo socio de Nino. 
O'Reily sigue buscando la amistad de Nino, quien ve la oportunidad de acabar con la competencia, pues un guardia amigo de O'Reily , Mike Healy, le pasa a éste droga. Le pide a O'Reily que acabe con la operación de Healy, y éste acepta. Una vez concluido el plan, O'Reily pasa a ser un hombre de confianza de Nino, y éste le pone a cargo de la cocina.
Esto no le hace ninguna gracia a Adebisi, pero O'Reily (quien sigue jugando a dos bandas), le convence de que lo que necesitan es unirse, así que añaden a la comida del Don vidrio finamente triturado. Nino empieza a sufrir molestias estomacales a lo largo de los meses, y muere con múltiples hemorragias internas.